# Bolívar 83
Bolívar 83 es un barrio ubicado al occidente del casco urbano del municipio de Zipaquirá en Colombia

## Geografía
Es un barrio residencial localizado sobre la pendiente de una montaña comprendido entre las Carreras 1 a 5 Oeste y las calles 10 a 20. Sus límites son el barrio Altamira al este, Aposento Alto al norte y El Codito al sureste. El nombre del barrio es en homenaje a Simón Bolívar (1783-1830).

## Historia
Fundado sobre unos predios que pertenecían a la Diócesis de Zipaquirá, un grupo de líderes políticos pertenecientes al movimiento guerrillero M19, además de vecinos del municipio, de Pacho y de Yacopí, delimitaron lotes para poder establecerse, ante lo cual la alcaldesa municipal de ese entonces, María Fernanda Castañeda, ordenó un intento malogrado de desalojo con represión policial. Posteriormente los nuevos pobladores hicieron todo lo posible para darle vida al barrio a pesar de los problemas que tuvo con las autoridades y la creciente inseguridad.
Dos de sus habitantes pronto se convertirían en personalidades muy importantes de la historia reciente de Colombia: el ciclista Egan Bernal que creció en sus primeros años allí y el presidente de la república, Gustavo Petro, que por entonces fue personero y concejal de Zipaquirá y líder comunitario del barrio.

## Accesos
Se llega desde el sur por la Avenida Calle 8 en sentido oriente occidente (hacia el municipio de Pacho) hasta las carrera 1B y 1 para llegar a la Carrera 1 oeste. Por el norte a través de la calle 17 hasta la Carrera 1 Oeste.